# Toerboatom (metrostation)
Toerboatom (Oekraïens: Турбоатом, ⓘ) is een station van de metro van Charkov. Het station werd geopend op 23 augustus 1975 en was drie jaar lang het oostelijke eindpunt van de Cholodnohirsko-Zavodska-lijn. Het metrostation bevindt zich onder de Toerboatom (turbinefabriek). Bij het metrostation komt een groot aantal trolleybuslijnen naar woonwijken in het oosten van stad samen.
Het station is ondiep gelegen en beschikt over een perronhal met een gewelfd plafond. In ronde openingen in het dak zijn lampen opgehangen die tezamen associaties met de rotor van een turbine oproepen. De wanden langs de sporen zijn bekleed met zwart natuursteen. Aan beide uiteinden van het eilandperron leiden trappen naar de twee ondergrondse stationshallen, die verbonden zijn met voetgangerstunnels onder de Toerboatom.
Direct ten oosten van station Toerboatom bevindt zich het depot Moskovske (№ 1), dat de Cholodnohirsko-Zavodska deelt met de Oleksiejivska-lijn.